# Anna z Rožmberka
Anna z Rožmberka (také Anna "Alžběta" z Rožmberka; 26. ledna 1530 – 16. prosince 1580 Jindřichův Hradec), provdaná Anna Hradecká z Rožmberka byla česká šlechtična z poslední generace rodu Rožmberků.

## Původ
Narodila se v roce 1530 jako prvorozená dcera pozdějšího 9. vladaře domu rožmberského Jošta III. z Rožmberka (1488–1539) a jeho první manželky Bohunky (Vendelíny) ze Starhembergu († 1530), která den po porodu zemřela. Její kmotrou se stala sama česká královna Anna Jagellonská. Anninými nevlastními sourozenci byli nejvyšší purkrabí Českého království Vilém z Rožmberka (1535–1592) a poslední mužský člen rodu Petr Vok z Rožmberka (1539–1611).

## Rodina

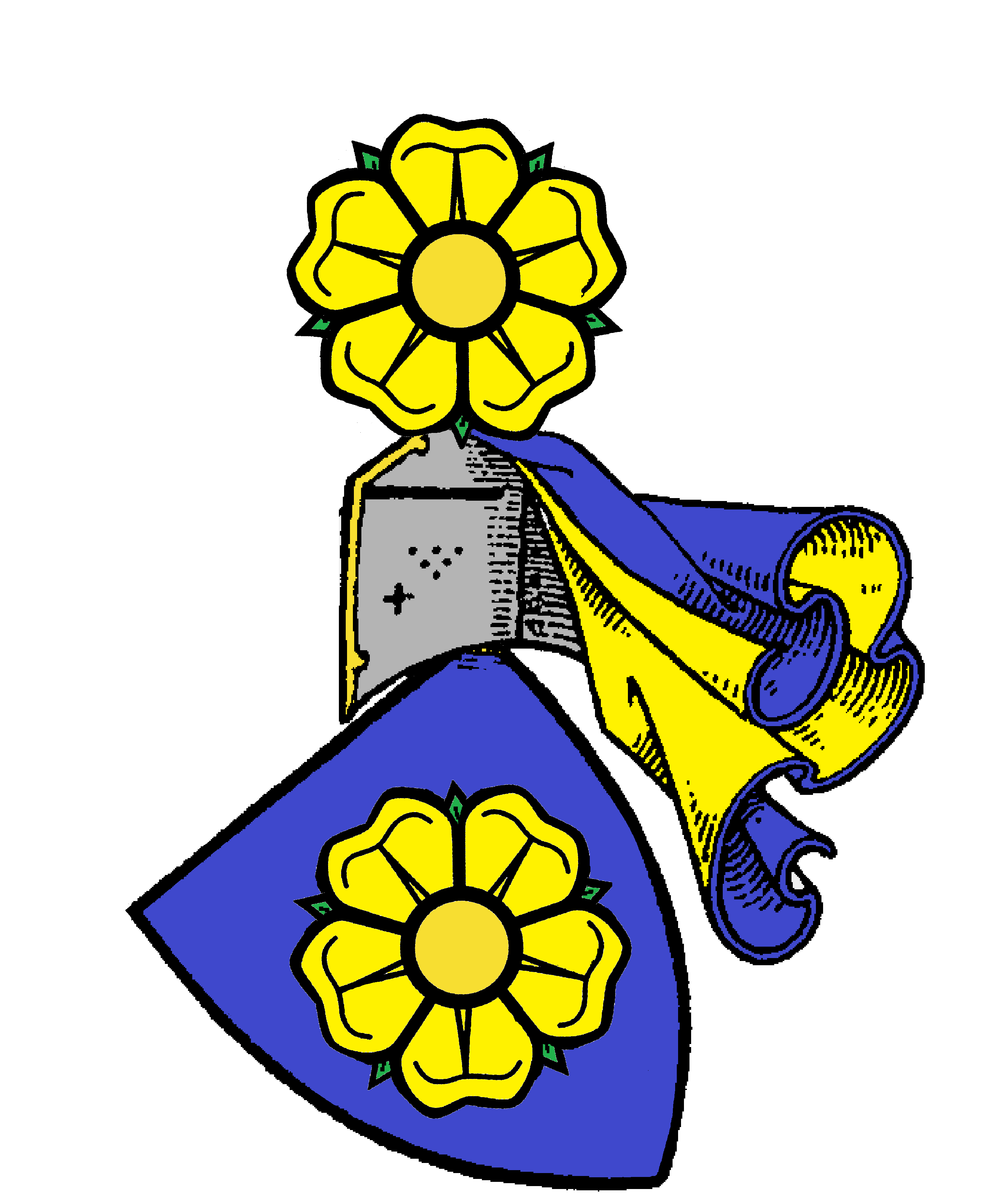
Erb manžela

Dne 2. března 1546 se Jindřichově Hradci provdala za pozdějšího nejvyššího kancléře Českého království Jáchyma z Hradce (14. červenec 1526 – 12. prosinec 1565). Sňatek byl domluven už v dětství, proto ji 10. rožmberský vladař Petr V. Kulhavý odeslal i se sourozenci na vychování k tetě Anně Rožmberské z Hradce, vdově po Jindřichovi VII. z Rožmberka do Jindřichova Hradce. Ve svatebním průvodu z Třeboně do Jindřichova Hradce bylo zapřaženo 236 koní. V manželství doma trávila hodně času sama, protože Jáchym byl oblíbencem císaře Ferdinanda I. Habsburského a ten si ho zval k vídeňskému dvoru na různé hony a jiné zábavy. Přesto vše naznačuje tomu, že soužití bylo šťastné. To potvrzuje i dochovaná korespondence. V nepřítomnosti svého manžela řídila celé panství. Devatenáctileté manželství skončilo tragicky, když se pod Jáchymovou družinou cestou z Vídně prolomil most a on se utopil v Dunaji.
Anna Jáchymovi porodila pět (nebo šest) dětí, ale jen dvě se dožily dospělosti:
- 1. Adam II. z Hradce (1549 – 24. 11. 1596 Praha), nejvyšší kancléř (1585–1593) a nejvyšší purkrabí (1593–1596) Českého království
  - ∞ (21. 9. 1574 Štýrský Hradec)[5] Kateřina z Montfortu (12. 8. 1556 hrad Mannsberg, Korutany – 31. 3. 1631 Jindřichův Hradec)
- 2. Jindřich Adam (1551–1551)
- 3. Anna "Anežka" († 1553)
- 4. Alžběta "Eliška" († 1555)
- 5. Anna Alžběta (14. 7. 1557 – 21. 9. 1596)
  - 1. ∞ Jindřich z Valdštejna
  - 2. ∞ (21. 9. 1571 Jindřichův Hradec)[6] Oldřich Felix Popel z Lobkowicz (1557 – 21. 3. 1604 Bílina)

Jako vdova nadále vychovávala a připravovala svého syna Adama II. na převzetí vladařských povinností. Stále také schopně spravovala panství. V roce 1574 odešla do takzvaného Klášteříčku, který byl útočištěm hradeckých vdov. Tam 16. prosince 1580 zemřela, manžela přežila o 15 let. Pohřeb se konal 29. prosince 1580 a císař Rudolf II. na něj z úcty vyslal svého vyslance Kryštofa Popela z Lobkowicz.